# Micropolis (empresa)
Micropolis Corporation (estilizado MICROPΩLIS) era una empresa de unidades de disco ubicada en Chatsworth, California, fundada en 1976. Micropolis inicialmente fabricaba controladoras de disco y disqueteras de alta capacidad (para la época) sectorizadas por hardware de 5,25 pulgadas, fabricando posteriormente discos duros utilizando interfaces SCSI y ESDI.

## Historia

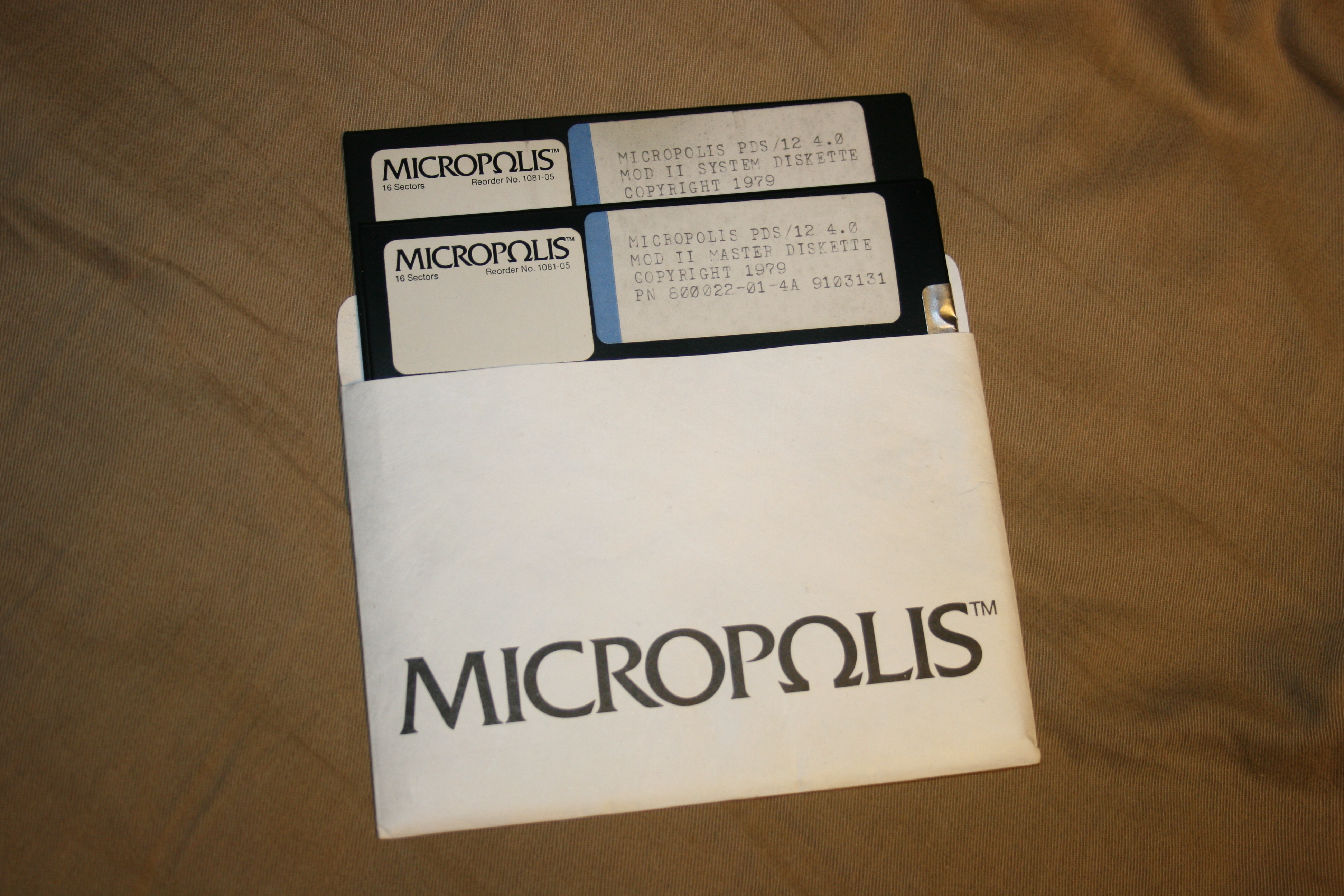
Disco de arranque Micropolis, como el usado en la unidad doble de 5,25" para arrancar un IMSAI 8080.

El primer avance de Micropolis fue tomar el estándar existente de 48 tpi (pistas por pulgada) creado por Shugart Associates, y duplicar tanto la densidad de pistas como la densidad de grabación de pistas para obtener cuatro veces el almacenamiento total en un disquete de 5,25 pulgadas en la serie "MetaFloppy" con cuádruple densidad (unidades :1054, :1053 y :1043) alrededor de 1980. Micropolis fue pionera en la densidad de 100 tpi debido a la atracción de 100 pistas exactas por pulgada. Las unidades de disquete de 77 pistas de 5,25 pulgadas «compatibles con Micropolis» también fueron fabricadas por Tandon (TM100-3M y TM100-4M). Tales unidades se utilizaron en varias computadoras como en las Vector Graphic Bus S-100, la Durango F-85 y en algunas unidades de disco Commodore (8050, 8250, 8250LP y SFD-1001).
Micropolis luego cambió a 96 tpi cuando Shugart pasó al estándar 96 tpi, basado en la duplicación exacta del estándar 48 tpi. Esto permitió compatibilidad con versiones anteriores al leer con paso doble discos de 48 tpi.
Micropolis entró en el mercado del disco duro con un disco duro de 8 pulgadas, siguiendo el ejemplo de Seagate (Seagate fue la siguiente empresa que Alan Shugart se fundó después de la venta de Shugart Associates). Más tarde siguieron con un disco duro de 5,25 pulgadas. Micropolis comenzó a fabricar unidades de disco en Singapur en 1986. La fabricación de discos duros de 3,5 pulgadas comenzó en 1991.
Micropolis fue uno de los muchos fabricantes de discos duros en las décadas de 1980 y 1990 que cerraron, fusionaron o cerraron sus divisiones de discos duros; como resultado del aumento de demanda y capacidad de los productos, y las ganancias se volvieron difíciles de encontrar. Si bien Micropolis pudo aguantar más tiempo que muchos otros, finalmente vendió su negocio de discos duros a Singapore Technology (ST) en 1996, una subsidiaria de Temasek Holdings), que dejó de comercializar la marca en 1998.
Después de la venta del negocio de discos, Micropolis se reorganizó como StreamLogic Corporation, que se declaró en quiebra en 1997 en medio de acusaciones de fraude de valores. La línea RAIDION de StreamLogic de subsistemas de almacenamiento sobrevive, comercializada por la división de sistemas RAIDION de Peripheral Technology Group. Su tecnología VIDEON de vídeo bajo demanda se vendió a Sumitomo Corporation.
De la reorganización de StreamLogic surgió otra empresa llamada Hammer Storage Solutions, que se formó a partir de la compra de la división de hardware de FWB, un pequeño proveedor de almacenamiento para el Macintosh. Sus activos se vendieron en 2000 a Bell Microproducts.